# Columbia Encyclopedia
Columbia Encyclopedia är en engelskspråkig encyklopedi som gavs ut i ett band. Uppslagsverket ges ut av Columbia University Press och saluförs av Gale Group. Uppslagsverket publicerades för första gången 1935, och den nuvarande utgåvan från 2000 är den 6:e. Verket innehåller över 51 000 artiklar med sammanlagt cirka 6,5 miljoner ord och den har även publicerats i två volymer.
En digital version av uppslagsverket har gjorts fritt tillgängligt och flera företag har köpt licenser för publicering på Internet. Denna upplaga är SGML-publicerad, uppdateras en gång i kvartalet och innehåller mer än 84 000 länkade korsreferenser. Till skillnad från andra större engelskspråkiga uppslagsverk är Columbia Encyclopedias innehåll tillgängligt på Internet för alla användare. (De flesta konkurrenter ger en lite smakbit av sitt innehåll på webben och informerar om att mer information finns tillgängligt för betalande prenumeranter.)
En styrka med Columbia Encyclopedia gentemot liknande referensverk är deras sammanfattade, men väl skrivna biografier, speciellt över artister och ofta med noggrant utvalda bibliografier.

### Kritiska synpunkter
- The Columbia Encyclopedia's Crimes Against the Truth. Av Joseph McCabe, en anti-religiös gruppering som påstår att 1950 års upplaga är mycket apologetisk och förvrider sanningen.